# Libelo de Sangue de Rodes
O Libelo de Sangue de Rodes foi um caso de libelo de sangue contra judeus no qual os judeus da ilha de Rodes, pertencente ao Império Otomano, foram acusados de perpetrarem o ritual de assassinato de um menino cristão em fevereiro de 1840.
O libelo foi criado na comunidade de gregos ortodoxos e recebeu apoio de cônsules de vários países da Europa, inclusive do Reino Unido, França, Império Austro-Húngaro, Suécia e Grécia. O governador otomano da ilha de Rodes quebrou a longa tradição dos governos otomanos, que até então protegiam os judeus das acusações de libelo de sangue, e apoiou a acusação de ritual de assassinato. Vários judeus foram presos, sendo que alguns fizeram falsas confissões sob tortura, e todo um quarteirão judeu foi bloqueado por doze dias.
Os judeus de Rodes apelaram à comunidade judaica de Constantinopla, que encaminhou a apelação para diversos governos europeus. No Reino Unido e na Áustria, as comunidades judaicas conseguiram o apoio de seus governos, e despachos enviados aos embaixadores de Constantinopla condenaram de forma inequívoca o libelo de sangue; em seguida, um consenso favorável aos judeus foi formado na comunidade diplomática europeia. Adicionalmente, o Governador de Rodes provou a incapacidade de levar o caso a uma conclusão formal e pediu instruções ao governo central, que deu início a um inquérito formal em relação ao caso. Em julho de 1840, uma investigação concluiu que os judeus eram inocentes. Finalmente, em novembro do mesmo ano, o sultão otomano emitiu um decreto (firman) denunciando a farsa do libelo de sangue.

## Contexto

### Comunidade Judaica
A existência de uma comunidade judaica em Rodes data de uma época próxima ao fim do período helênico. Em um decreto romano datado de 142 a.C., Rodes é listada entre os territórios em que houve renovação do pacto de amizade entre o senado romano e a nação judaica. Os judeus de Rodes são mencionados em documentos que datam da época da conquista árabe da ilha, no século VII. Já no século XII, Benjamim de Tudela encontrou 400 judeus na cidade de Rodes. Em 1481 e 1482, terremotos destruíram o quarteirão judeu, deixando apenas 22 famílias judias na cidade. Após uma epidemia de peste bubônica entre 1498 e 1500, os Cavaleiros Hospitalários, que dominavam a ilha nesta época, expulsaram os judeus que não seriam batizados. Nas duas décadas seguintes, os Hospitalários trouxeram à ilha cerca de dois a três mil judeus capturados como escravos para trabalhar nas fortificações.
Em 1522, estes prisioneiros judeus ajudaram os otomanos a capturar a ilha de Rodes. Sob o domínio otomano, Rodes se tornou um importante centro sefardita, casa de muitos rabinos famosos. No século XIX, os judeus mais ricos eram os comerciantes de tecido, seda, enxofre e resinas, enquanto os demais eram pequenos lojistas, artesãos, vendedores ambulantes e pescadores. A comunidade era governada por um conselho de sete oficiais. Fontes relatam que o número de judeus no século XIX estava entre dois a quatro mil.

### O Libelo de sangue contra judeus no Império Otomano

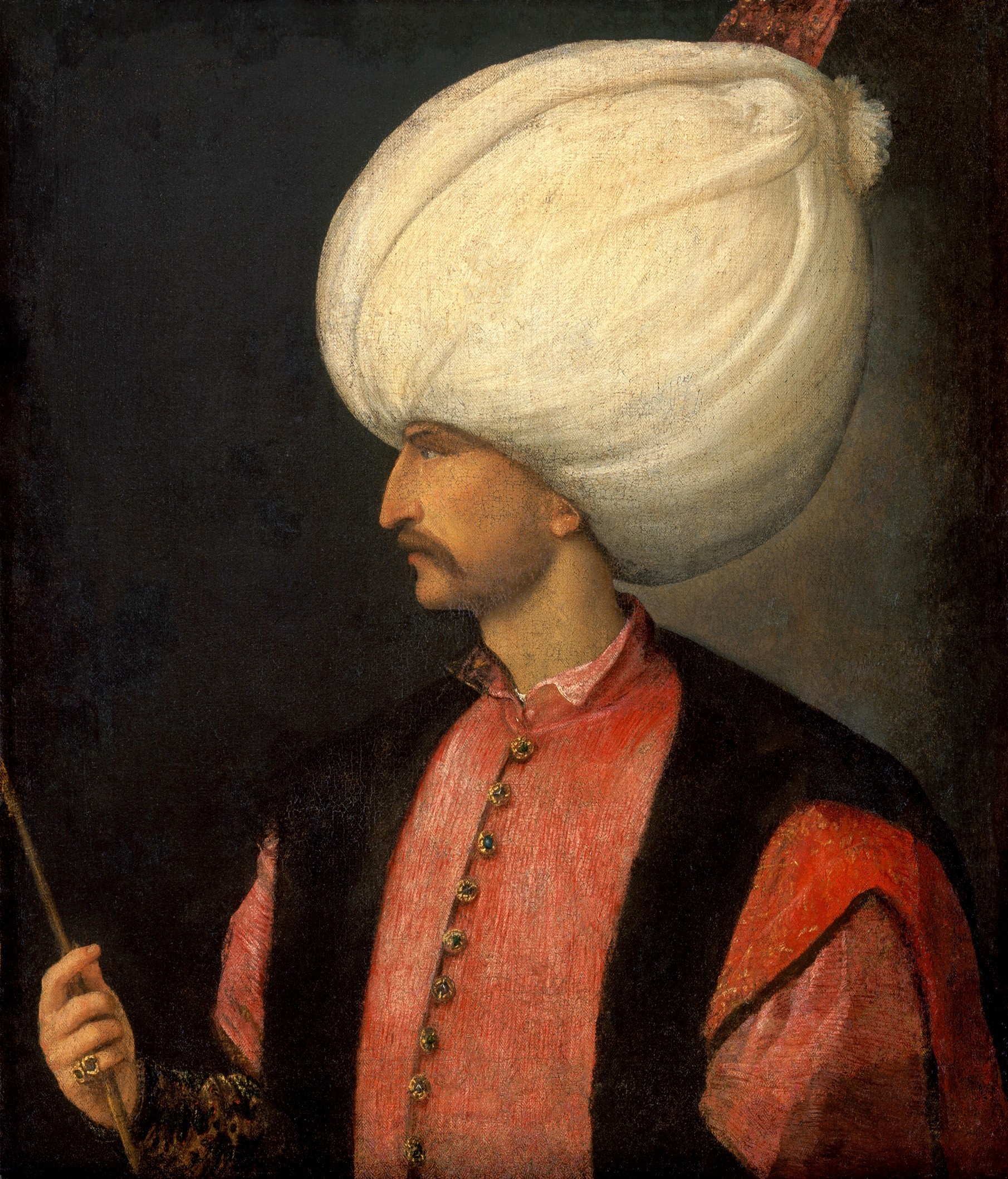
Solimão, o Magnífico denunciou o libelo de sangue no Império Otomano no século XVI, porém, isto se tornou mais comum à medida que a influência cristã aumentava nos anos 1800.

O libelo de sangue contra judeus é originário da Inglaterra, em 1144, com o caso de William de Norwich. A acusação de que judeus estariam utilizando o sangue de crianças cristãs para a preparação de matzos para a páscoa judaica se tornou a matéria-prima do antissemitismo cristão da Idade Média, com um total de acusações registradas de rituais de assassinato chegando a 150. O número de casos começou a declinar com o fortalecimento dos critérios de evidência, e poucos casos de libelo de sangue chegaram às cortes europeias após 1772. Entretanto, alguns casos de acusação de rituais como esses tornaram a surgir por volta do século XIX.
No Oriente Médio, o libelo de sangue era profundamente enraizado na consciência das comunidades cristãs locais. Libelos de sangue eram lugar-comum no Império Bizantino, e após os otomanos conquistarem as terras de Bizâncio, as acusações de rituais de assassinato passariam a vir quase sempre de dentro das comunidades gregas. O primeiro caso de libelo de sangue sob domínio otomano ocorreu durante o reinado de Maomé II, o Conquistador. Em seguida, as acusações se tornaram esporádicas, sendo geralmente condenadas pelas autoridades otomanas. No século XVI, o sultão Solimão, o Magnífico emitiu um firman, denunciando formalmente o libelo de sangue contra os judeus.
A situação mudou com o aumento da influência cristã no Império Otomano e o concomitante declínio do número de judeus. O xerife de Gulhane, Hatt-i, proclamado sultão em 1839, prenunciou uma era de reformas liberais conhecidas como Tanzimat. Isto, contudo, acentuou o status dos cristãos e fez ruir o poder das autoridades para a proteção dos judeus. Casos de libelo de sangue ocorreram em Alepo, no ano de 1810, e em Antioquia, no ano de 1826.
Em 1840, contemporaneamente ao incidente de Rodes, outro caso muito mais famoso de libelo de sangue, que viria a se tornar conhecido como Caso de Damasco, ocorria na cidade de Damasco, enquanto a cidade se encontrava sob o curto comando de Muhammad Ali, do Egito. No dia 5 de fevereiro, o frade franciscano Thomas e seu criado Ibrahim Amara desapareceram, e os judeus de Damasco foram acusados de assassiná-los para usar seu sangue no preparo de matzos para a páscoa judaica. A comunidade cristã local, o governador e o cônsul da França, que recebera amplo suporte de Paris, embarcaram ativamente na acusação de ritual de assassinato. Os judeus acusados foram torturados, e alguns chegaram a confessar que haviam matado Thomas e seu criado. Seus testemunhos foram utilizados pela acusação como prova irrefutável de culpa. O caso atraiu atenção internacional, provocando vários protestos vindos da diáspora judaica europeia.

## A Acusação

### O Desaparecimento
No dia 17 de fevereiro de 1840, um menino de família grega ortodoxa foi fazer um pequeno passeio, do qual jamais retornou. No dia seguinte, sua mãe comunicou o desaparecimento às autoridades otomanas. O governador da ilha, Iúçufe Paxá, ordenou uma busca; esta, porém, mostrou-se infrutífera após vários dias de esforço no encalço do menino. Os cônsules europeus, em seguida, pressionaram o governador a solucionar o caso, afinal de contas, a família do menino era cristã, ainda que sem proteção estrangeira. A população cristã de Rhodes, entretanto, não tinha dúvidas de que o menino fora assassinado pelos judeus para que seu sangue fosse utilizado nos rituais. Uma testemunha ocular relatou: "Era crença generalizada que o menino em questão fora condenado ao sacrifício pelos judeus. Toda a ilha de Rhodes estava agitada, de um extremo ao outro." Tendo a certeza absoluta dos cristãos impressionado as autoridades otomanas, outra busca foi feita, desta vez no quarteirão judeu. Mais uma vez, em vão.

### Prisões, Interrogatórios e Tortura
Vários dias depois, duas mulheres gregas relataram ter visto o menino caminhando pela Ilha de Rhodes na companhia de quatro judeus. Ambas alegaram que um dos judeus era Eliakim Stamboli, que foi preso logo em seguida, interrogado e submetido a quinhentos golpes de bastão. No dia 23 de fevereiro, ele foi novamente interrogado e torturado na presença de vários dignitários, inclusive o governador, o qadi (juiz muçulmano), o arcebispo grego e cônsules europeus. Relatos dos judeus de Rhodes diziam que Stamboli foi "acorrentado, enfaixado, fios incandescentes foram postos em suas narinas, ossos em chamas foram apertados contra sua cabeça e uma pedra pesadíssima foi deixada sobre seu peito, de tal maneira que ele foi levado ao limiar entre a vida e a morte." Sob tortura, Stamboli confessou que havia organizado um ritual de assassinato e incriminou outros judeus, abrindo as portas para outras prisões. Meia dúzia de judeus foram acusados pelo crime e torturados, enquanto o rabbi foi pesadamente interrogado e questionado se os judeus realmente praticavam rituais de assassinato.

### O Bloqueio
O governador, Iúçufe Paxá, instigado pelo clericato grego e pelos cônsules europeus, instituiu um bloqueio de todo o quarteirão judeu na véspera do Purim e prendeu Jacob Israel o rabbi chefe. O bloqueio foi tão efetivo que seus habitantes não podiam obter comida ou água fresca. Uma tentativa de passar clandestinamente um corpo ao quarteirão foi impedida pelos judeus. As autoridade muçulmanas, no geral, não estavam interessadas em perseguir a acusação de assassinato contra os judeus. O oficial muçulmano encarregado pelo bloqueio foi encontrado contrabandeando pão aos residentes aprisionados; à insistência do cônsul britânico, ele foi chicoteado nos pés (bastinado, falanga ou falaka) e removido do serviço. O quadi abertamente simpatizava com os judeus, e ao fim de fevereiro iniciou mais inquéritos no caso depois dos quais as evidências foram declaradas insuficientes para incriminar os prisioneiros. O governador, entretanto, recusava-se a levantar o bloqueio no quarteirão judeu, apesar parecer mudar de opinião de algum modo, e no começo de março ele mandou a Constantinopla um pedido de instruções. Somente depois do bloqueio ter durado 12 dias o governador foi forçado a levantá-lo por um alto oficial que visitou a ilha numa visita de inspeção. Neste ponto, os judeus acreditaram que o caso estava encerrado, e "agradeceram so Todo-Poderoso pela sua libertação".

### A Influência do Caso de Damasco
O alívio, entretanto, foi interrompido no início de março pelas notícias do caso de Damasco. Relatos de que judeus de Damasco haviam confessado o assassinato do padre Tomas reforçaram a crença da comunidade cristã na acusação de assassinato ritual. O cônsul britânico reportou que "os gregos clamam alto que a justiça não foi prestada a eles e que o rabino e os chefes deveriam ter sido presos... Para manter a população tranquila... foi decidido que eles dever ser presos." Oito judeus foram presos, incluindo o rabino principal e David Mizrahi, que foram torturados, sendo suspensos em ganchos presos ao teto diante dos cônsules europeus. Mizrahi perdeu a consciência após 6 horas, enquanto que o rabino foi mantido assim por dois dias, até que sofreu de hemorragia. Ainda assim, nenhum dos dois confessou e ambos foram libertados após alguns dias. Os outros 6 judeus permaneceram presos até o início de abril.

### Envolvimento consular
Os vice-cônsuls europeus em Rodes estavam unidos na crença na acusação de assassinato ritual. Eles exerceram papéis chave no interrogatório, com J. G. Wilkinson, o cônsul britânico, e E. Masse da Suécia, particularmente envolvidos. Durante o interrogatório do rabino chefe, Wilkinson perguntou, referindo-se à decisão do qadi de arquivar caso: "O que sifgnifica para nós o julgamento de Mollah, após o que ocorreu em Damasco, que provou que, de acordo com o Talmud, sangue cristão deve ser usado no preparo de seu pão de páscoa?" Os cônsules também estavam pesentes durante boa parte da tortura. Quando o rabino chefe, austríaco, foi torturado e apelou ao vice-cônsul da Áustria Anton Giuliani, este respondeu: "O que é, rabino? Do que você está reclamando? Você não está morto ainda."
Alguns habitantes judeus de Rodes acusaram os cônsules de uma conspiração cujo objetivo era explorar o caso para que se eliminasse Elias Kalimati, um judeu local que representava os interesses comerciais de Joel Davis, um judeu executivo londrino. Davis estava rapidamente aumentando sua cota de ações no rentável negócio de exportação de esponjas na ilha, e era o principal concorrente dos cônsules europeus. Elias Kalimati, entretanto, não estava entre os acusados, o que colocava essa alegação em dúvida. Outras fontes judaicas relatavam que "os cônsules afirmavam abertamente… seu objetivo de exterminar os judeus de Rodes ou compeli-los a mudar de religião."

## Envolvimento diplomático europeu

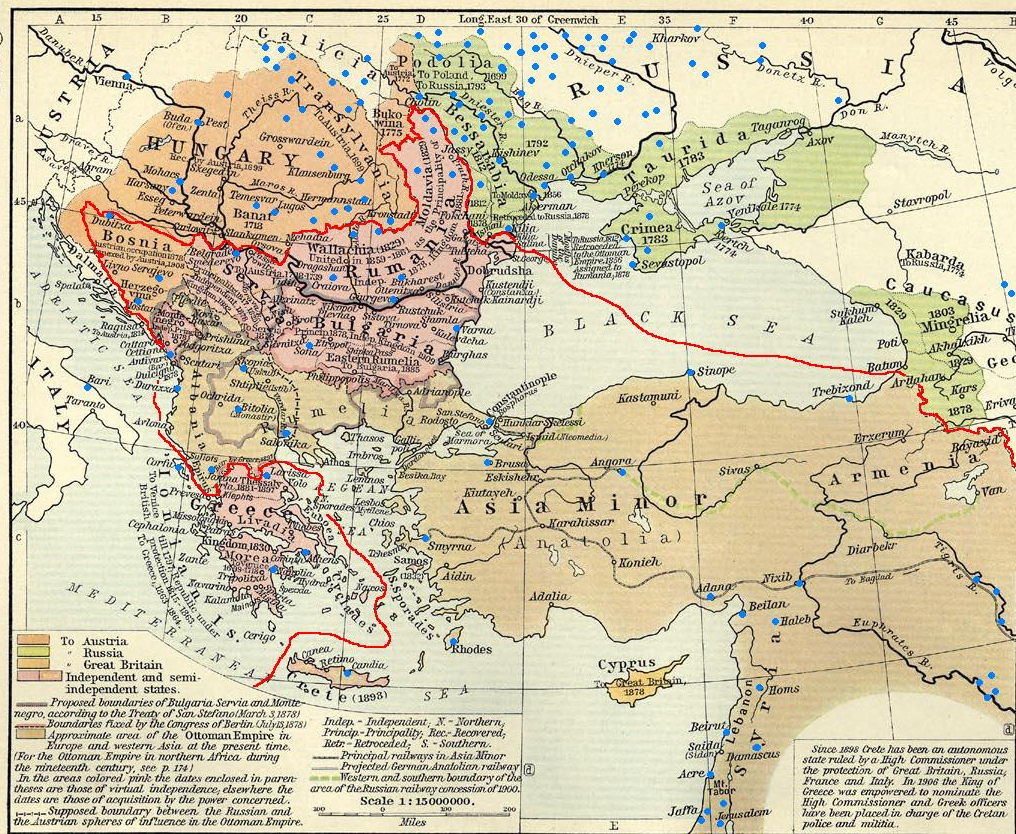
Mapa do sudeste europeu e do levante, mostrando a extensão do Império Otomano em 1840 (tracejado vermelho). As principais comunidades judaicas estão mostradas em azul.

Nos primeiros dias do bloqueio, alguém conseguiu levar do quarteirão uma carta para a liderança judaica em Constantinopla. Entretanto, somente em 27 de março, os líderes da comunidade judaica na capital do Império Otomano a encaminharam, junto com um pedido de ajuda similar dos judeus de Damsaco, para a família Rothschild. A esses documentos, os líderes judeus anexaram seu próprio relato, no qual colocavam em dúvida sua habilidade de influenciar sultão.

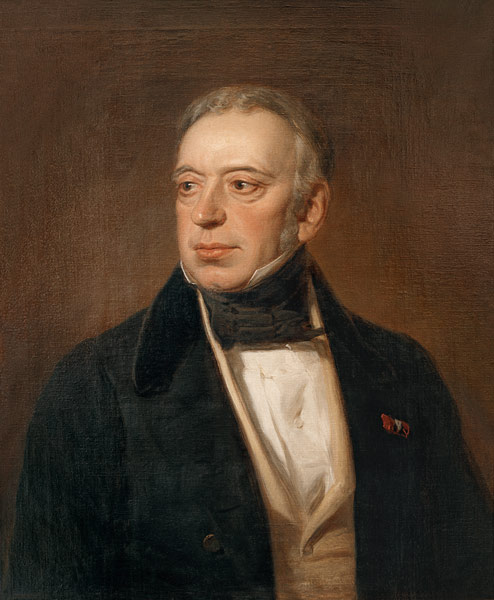
Salomon Mayer von Rothschild

A intervenção dos Rothschilds mostrou seus primeiros resultados na Áustria. O gerente do banco da família Rothschild em Viena, Salomon Mayer von Rothschild, exerceu um papel chave no levantamento de divisas para o Império Austríaco, e mantinha relações muito próximas com o chanceler von Metternich. Em 10 de abril, Metternich despachou instruções relativas tanto ao caso de Damasco quanto ao caso Rodes à Bartolomäus von Stürmer, embaixador em Constantinopla, e Anton von Laurin, cônsul em Alexandria. Em seu despacho, Metternich escreveu: "A acusação de que cristãos estão sendo deliberadamente assassinados por um ritual de Pessach sedento de sangue é, por natureza, absurda…" Concernente ao caso Rodes, o chanceler instruiu von Stürmer a "fornecer informações ao regime turco, para que instruam o pacha de Rodes adequadamente e que o vice-cônsul em Rodes saiba que, em tais casos, ele deve atuar no espírito sensato de mediação." Von Stürmer, entretanto, respondeu à Metternich que "não estão ocorrendo perseguições a população judaica, ao menos não pelas autoridades."
No Reino Unido, levou mais tempo para que a comunidade judaica reagisse aos pedidos de ajuda de Rodes e Damasco. A Câmara dos Deputados dos Judeu Britânicos foi convocada para discutir os libelos de sangue somente em 21 de abril. Resolveu-se a solicitar que os governos britânico, austríaco e francês intercedessem junto ao governo Otomano para parar as perseguições. A resolução condenando as acusações de assassinato ritual foi publicada em anúncios pagos em 35 jornais britânicos. No mais importante deles, apareceu por duas vezes. Em 30 de abril, uma delegação eleita pela Câmara se encontrou com o secretário de assuntos exteriores Lord Palmerston, que chamou o libelo de sangue de "calúnia" e prometeu que "a influência do governo britânico deve ser exercida para colocar um fim às atrocidades." Em seu despacho de 5 de maio, o secretário disse a Lord Ponsonby, embaixador britânico em  Constantinopla, para comunicar o material sobre o caso Rodes para o governo otomano "oficialmente e por escrito" e "... pedir que seja feita imediata e rigorosa investigação ... especialmente quanto a alegação de que essas atrocidades foram cometidas por iniciativa dos cristãos e dos cônsules europeus."
Assim, um consenso foi formado no seio da comunidade diplomática europeia em Constantinopla de que a perseguição dos judeus acusados deveria ser interrompida. Esta opinião era mantida não apenas por Lorde Ponsonby, mas também por von Stürmer, (cuja correspondência revelou que ele não estava nada convencidos da inocência dos judeus), pelo embaixador francês Edouard Pontois, (cujo governo era a favor dos cônsules franceses que apoiaram os libelos de sangue em Rodes e em Damasco), e pelo embaixador da prússia Hans von Konigsmark. Consequentemente, o caminho estava aberto para Lorde Ponsonby, de longe o diplomata mais poderoso em Constantinopla, intervir sem oposição em nome dos judeus de Rhodes.

## Investigação e julgamento

### Intervenção do governo otomano
Em resposta ao pedido de Iúçufe Paxá, o governo otomano enviou instruções para Rodes, onde chegaram no final de abril. O governo criaria uma comissão oficial de investigação diante da qual os representantes das comunidades judaica e grega foram requisitados a apresentar as suas provas. Em meados de maio, o governo enviou ordens para libertar os seis restantes prisioneiros judeus. Em 21 de maio, eles foram solenemente chamado perante o tribunal (sura) e libertados sob as garantias dos anciãos da comunidade judaica.
Os cristãos responderam a essas ações do governo central com uma nova onda de fúria contra os judeus e, assim, no final de maio a violência estava no ar. Os judeus descreveram muitos casos em que foram agredidos ou espancados pelos gregos, e os filhos dos e os cônsules britânico e  grego estavam entre aqueles que bateram em vários judeus. Quando os judeus se queixaram ao governador, ele ordenou que os queixosos se sujeitassem a quatro a cinco centenas golpes. O qadi se desligou das ações do governador, que declarou que tinha agido sob as demandas dos cônsules. Além disso, o governador ordenou que cinco outros judeus fossem presos.

### A Absolvição
As delegações grega e judaica de Rodes, cada equipe com cinco membros, chegaram a Constantinopla no dia 10 de maio. Lá, receberam a companhia do qadi, do cônsul francês e do vice-cônsul austro-húngaro. No dia 26 de maio, o tribunal teve sua primeira sessão aberta comandada por Rifaat Bey. O qadi argumentou que "todo o caso fora motivado por puro ódio religioso", e que "a investigação fora feita somente pelos cônsules da Inglaterra e do Império Austro-Húngaro". Os cônsules insistiram na culpa dos judeus, apresentando um testemunho escrito por seus amigos de Rodes, corroborando sua versão.
O caso arrastou-se por mais dois meses, pois o embaixador britânico insistia em trazer à luz evidências do envolvimento do governador de Rodes na tortura dos judeus. Finalmente, no dia 21 de julho, o veredito foi anunciado. Na primeira parte, o caso "o povo da Grécia contra o povo judeu" resultou em absolvição. Na segunda parte, Iúçufe Paxá foi destituído do cargo de governador de Rodes por ter "permitido que fossem empregados procedimentos contra os judeus que não eram de forma alguma amparados por lei, sendo expressamente proibidos pelo xerife Hatt-i no dia 3 de novembro". O embaixador britânico elogiou a investigação como uma em que "o caso de Rodes foi examinado com justiça" e chamou o veredito de "uma prova da justiça e da humanidade dos atos da Sublime Porta."

### Ofirmando Sultão

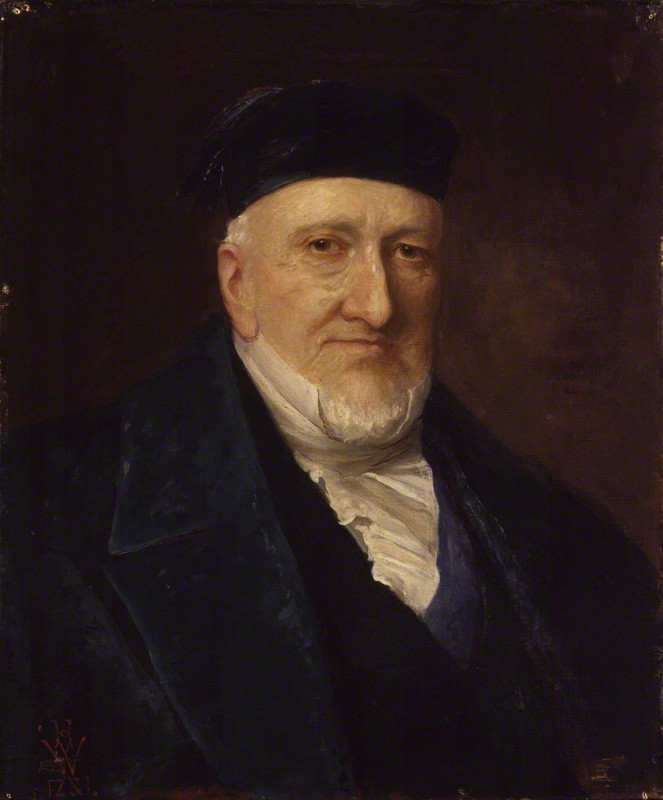
Uma audiência de Moses Montefiore com o Sultão levou ao firman denunciando o libelo de sangue.

Em julho de 1840, uma equipe liderada por Adolphe Crémieux e Moses Montefiore deixou o Egito para salvar os judeus de Damasco. Crémieux e Montefiore pediram a Muhammad Ali que transferisse a investigação para Alexandria ou que pusesse o caso nas mãos de juízes europeus. No entanto, o pedido foi negado: tanto Muhammad Ali quanto os franceses tinham interesse em evitar uma investigação acerca dos eventos em Damasco. A equipe, preocupada principalmente com a libertação dos prisioneiros judeus de Damasco, decidiu aceitar sua liberação sem qualquer declaração judicial de inocência ou denúncia formal de libelo de sangue. A ordem para a liberação foi dada no dia 28 de agosto de 1840 e, como compromisso, foi dito de forma explícita que aquele era um ato de justiça, não um ato de perdão.
Após cumprir sua missão, Montefiore voltou à Europa por Constantinopla. No dia 15 de outubro de 1840, ele se encontrou com Lord Ponsonby, a quem sugeriu que, seguindo o precedente de Solimão, O Magnífico, emitisse um decreto (firman) denunciando formalmente o libelo de sangue, o que selaria efetivamente o caso, tanto em Rodes quanto em Damasco. O embaixador britânico entusiasmou-se com a ideia, e em menos de uma semana, conseguiu marcar uma reunião entre Montefiore e Reşid Paşa. Montefiore escreveu um esboço do firman que foi traduzido para o francês e lido por Reshid Paşa, que respondeu encorajando-o.
A audiência de Montefiore com o sultão ocorreu no palácio, na noite de 28 de outubro. Montefiore descreveu em seu diário que, enquanto se dirigia ao palácio, "Uma multidão ocupava as ruas; muitos judeus acenderam luzes em suas casas." Durante a audiência, Montefiore leu em voz alta um discurso formal no qual agradecia ao sultão pela posição que tomara em relação ao caso. Em resposta, o sultão assegurou a seus convidados que seus pedidos seriam atendidos. O firman foi entregue a Montefiore no dia 7 de novembro, e uma cópia foi entregue a Hahambaşı logo em seguida. Citando o julgamento no caso Rodes, o firman declarava que um exame minucioso das crenças judaicas e de seus "livros religiosos" havia demonstrado que "as acusações contra os judeus de Rodes (...) eram puramente caluniosas (...) A nação judaica deve ter os mesmos privilégios concedidos aos inúmeros demais povos submissos às leis otomanas (...) A nação judaica deve ser protegida e defendida."